# Organización Miss Universo

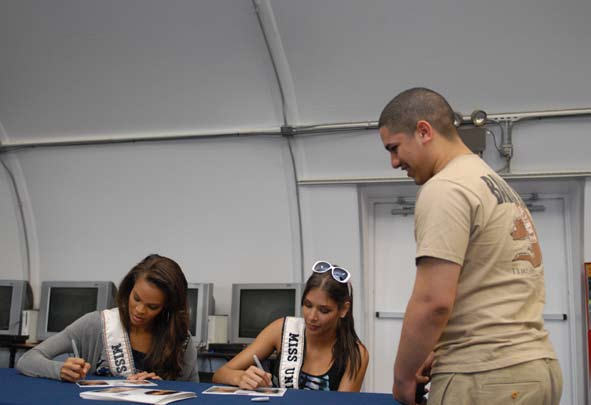
Crystle Stewart, Miss USA 2008 y Dayana Mendoza Miss Universo 2008 en Guantánamo.

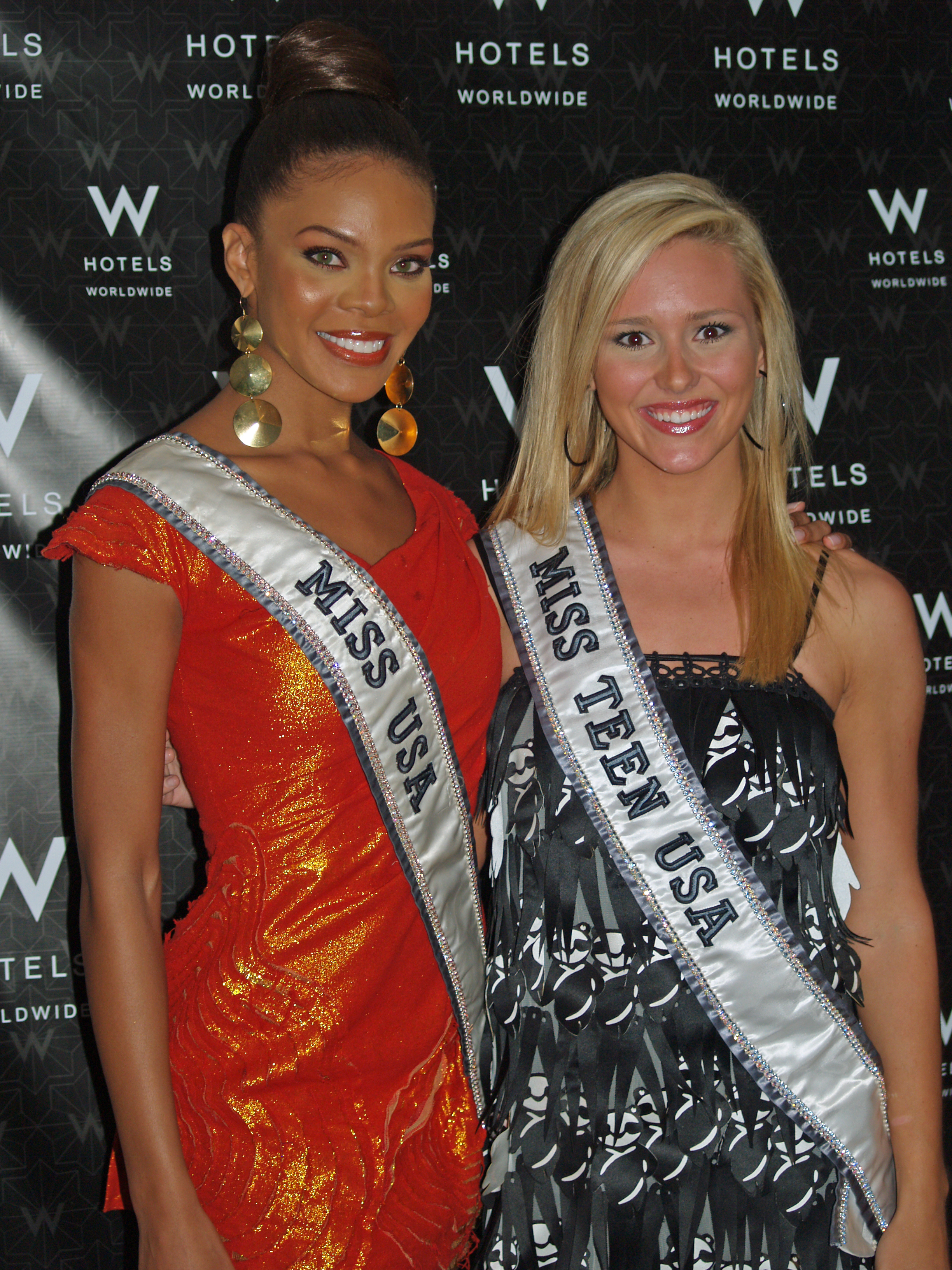
Crystle Stewart y Stevi Perry Ganadoras del 2008.

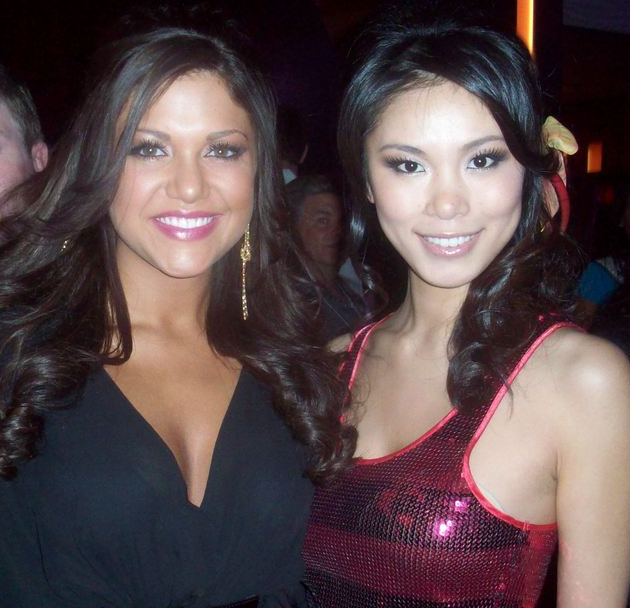
Hilary Cruz Miss Teen USA y Riyo Mori Miss Universo Ganadoras del 2007.

La Organización Miss Universo (en inglés: Miss Universe Organization L.P., LLLP y abreviado MUO) es una Organización de certámenes de belleza que dirige el concurso de Miss Universo. Hasta 2020, la organización también dirigió los certámenes de Miss USA y Miss Teen USA, hasta que Crystle Stewart Miss USA 2008 compró las licencias de ambos certámenes. La organización tiene base en Nueva York y Tailandia y es propiedad de JKN Global Group, dirigida por la empresaria y activista  Jakkapong Anne Jakrajutatip, la cual entró en noviembre de 2023 en un proceso de reestructuración de su deuda debido a problemas de liquidez.
La organización mantiene, comercia y agenda las actividades y necesidades de la portadora del título. Actualmente su presidente es Raul Rocha, empresario Mexicano. 

## Ganadoras
En la siguiente lista se presentan las ganadoras de la Organización Miss Universo a través de los años. A partir del 2021, Miss USA y Miss Teen USA forman parte de otra organización dirigida de 2021 a 2022 por  Crystle Stewart Miss USA 2008 y actualmente por Laylah Rose.
| 2024 | Victoria Kjær Theilvig | Dinamarca            | Miss USA y Miss Teen USA ya no son dirigidos por la Organización Miss Universo' | Miss USA y Miss Teen USA ya no son dirigidos por la Organización Miss Universo' | Miss USA y Miss Teen USA ya no son dirigidos por la Organización Miss Universo' | Miss USA y Miss Teen USA ya no son dirigidos por la Organización Miss Universo' |
| 2023 | Sheynnis Palacios      | Nicaragua            | Miss USA y Miss Teen USA ya no son dirigidos por la Organización Miss Universo' | Miss USA y Miss Teen USA ya no son dirigidos por la Organización Miss Universo' | Miss USA y Miss Teen USA ya no son dirigidos por la Organización Miss Universo' | Miss USA y Miss Teen USA ya no son dirigidos por la Organización Miss Universo' |
| 2022 | R'Bonney Gabriel       | Estados Unidos       | Miss USA y Miss Teen USA ya no son dirigidos por la Organización Miss Universo' | Miss USA y Miss Teen USA ya no son dirigidos por la Organización Miss Universo' | Miss USA y Miss Teen USA ya no son dirigidos por la Organización Miss Universo' | Miss USA y Miss Teen USA ya no son dirigidos por la Organización Miss Universo' |
| 2021 | Harnaaz Kaur Sandhu    | India                | Miss USA y Miss Teen USA ya no son dirigidos por la Organización Miss Universo' | Miss USA y Miss Teen USA ya no son dirigidos por la Organización Miss Universo' | Miss USA y Miss Teen USA ya no son dirigidos por la Organización Miss Universo' | Miss USA y Miss Teen USA ya no son dirigidos por la Organización Miss Universo' |
| 2020 | Andrea Meza            | México               | Misisipi                                                                        | Asya Branch                                                                     | Ki'ilani Arruda                                                                 | Hawái                                                                           |
| 2019 | Zozibini Tunzi         | Sudáfrica            | Carolina del Norte                                                              | Cheslie Kryst                                                                   | Kaliegh Garris                                                                  | Connecticut                                                                     |
| 2018 | Catriona Gray          | Filipinas            | Nebraska                                                                        | Sarah Rose Summers                                                              | Hailey Colborn                                                                  | Kansas                                                                          |
| 2017 | Demi-Leigh Nel-Peters  | Sudáfrica            | Distrito de Columbia                                                            | Kára McCullough                                                                 | Sophia Dominguez-Heithoff                                                       | Misuri                                                                          |
| 2016 | Iris Mittenaere        | Francia              | Distrito de Columbia                                                            | Deshauna Barber                                                                 | Karlie Hay                                                                      | Texas                                                                           |
| 2015 | Pia Wurtzbach          | Filipinas            | Oklahoma                                                                        | Olivia Jordan                                                                   | Katherine Haik                                                                  | Luisiana                                                                        |
| 2014 | Paulina Vega           | Colombia             | Nevada                                                                          | Nia Sanchez                                                                     | K. Lee Graham                                                                   | Carolina del Sur                                                                |
| 2013 | Gabriela Isler         | Venezuela            | Connecticut                                                                     | Erin Brady                                                                      | Cassidy Wolf                                                                    | California                                                                      |
| 2012 | Olivia Culpo           | Estados Unidos       | Maryland                                                                        | Nana Meriwether                                                                 | Logan West                                                                      | Connecticut                                                                     |
| 2011 | Leila Lopes            | Angola               | California                                                                      | Alyssa Campanella                                                               | Danielle Doty                                                                   | Texas                                                                           |
| 2010 | Ximena Navarrete       | México               | Míchigan                                                                        | Rima Fakih                                                                      | Kamie Crawford                                                                  | Maryland                                                                        |
| 2009 | Stefanía Fernández     | Venezuela            | Carolina del Norte                                                              | Kristen Dalton                                                                  | Stormi Henley                                                                   | Tennessee                                                                       |
| 2008 | Dayana Mendoza         | Venezuela            | Texas                                                                           | Crystle Stewart                                                                 | Stevi Perry                                                                     | Arkansas                                                                        |
| 2007 | Riyo Mori              | Japón                | Tennessee                                                                       | Rachel Smith                                                                    | Hilary Cruz                                                                     | Colorado                                                                        |
| 2006 | Zuleyka Rivera         | Puerto Rico          | Kentucky                                                                        | Tara Conner                                                                     | Katie Blair                                                                     | Montana                                                                         |
| 2005 | Natalie Glebova        | Canadá               | Carolina del Norte                                                              | Chelsea Cooley                                                                  | Allie LaForce                                                                   | Ohio                                                                            |
| 2004 | Jennifer Hawkins       | Australia            | Misuri                                                                          | Shandi Finnessey                                                                | Shelley Hennig                                                                  | Luisiana                                                                        |
| 2003 | Amelia Vega            | República Dominicana | Massachusetts                                                                   | Susie Castillo                                                                  | Tami Farrell                                                                    | Oregón                                                                          |
| 2002 | Justine Pasek          | Panamá               | Distrito de Columbia                                                            | Shauntay Hinton                                                                 | Vanessa Semrow                                                                  | Wisconsin                                                                       |
| 2001 | Denise Quiñones        | Puerto Rico          | Texas                                                                           | Kandace Krueger                                                                 | Marissa Whitley                                                                 | Misuri                                                                          |
| 2000 | Lara Dutta             | India                | Tennessee                                                                       | Lynnette Cole                                                                   | Jillian Parry                                                                   | Pensilvania                                                                     |
| 1999 | Mpule Kwelagobe        | Botsuana             | Nueva York                                                                      | Kimberly Pressler                                                               | Ashley Coleman                                                                  | Delaware                                                                        |
| 1998 | Wendy Fitzwilliam      | Trinidad y Tobago    | Massachusetts                                                                   | Shawnae Jebbia                                                                  | Vanessa Minnillo                                                                | Carolina del Sur                                                                |
| 1997 | Brook Lee              | Estados Unidos       | Idaho                                                                           | Brandi Sherwood                                                                 | Shelly Moore                                                                    | Tennessee                                                                       |
| 1996 | Alicia Machado         | Venezuela            | Luisiana                                                                        | Ali Landry                                                                      | Christie Lee Woods                                                              | Texas                                                                           |
| 1995 | Chelsi Smith           | Estados Unidos       | Nueva York                                                                      | Shanna Moakler                                                                  | Keylee Sue Sanders                                                              | Kansas                                                                          |
| 1994 | Sushmita Sen           | India                | Carolina del Sur                                                                | Frances 'Lu' Parker                                                             | Shauna Gambill                                                                  | California                                                                      |
| 1993 | Dayanara Torres        | Puerto Rico          | Míchigan                                                                        | Kenya Moore                                                                     | Charlotte López                                                                 | Vermont                                                                         |
| 1992 | Michelle McLean        | Namibia              | California                                                                      | Shannon Marketic                                                                | Jamie Solinger                                                                  | Iowa                                                                            |
| 1991 | Lupita Jones           | México               | Kansas                                                                          | Kelli McCarty                                                                   | Janelle Bishop                                                                  | Nuevo Hampshire                                                                 |
| 1990 | Mona Grudt             | Noruega              | Míchigan                                                                        | Carole Gist                                                                     | Bridgette Wilson                                                                | Oregón                                                                          |
| 1989 | Angela Visser          | Holanda              | Texas                                                                           | Gretchen Polhemus                                                               | Brandi Sherwood                                                                 | Idaho                                                                           |
| 1988 | Porntip Nakhirunkanok  | Tailandia            | Texas                                                                           | Courtney Gibbs                                                                  | Mindy Duncan                                                                    | Oregón                                                                          |
| 1987 | Cecilia Bolocco        | Chile                | Texas                                                                           | Michelle Royer                                                                  | Kristi Addis                                                                    | Misisipi                                                                        |
| 1986 | Bárbara Palacios Teyde | Venezuela            | Texas                                                                           | Christy Fichtner                                                                | Allison Brown                                                                   | Oklahoma                                                                        |
| 1985 | Deborah Carthy-Deu     | Puerto Rico          | Texas                                                                           | Laura Martinez-Herring                                                          | Kelly Hu                                                                        | Hawái                                                                           |
| 1984 | Yvonne Ryding          | Suecia               | Nuevo México                                                                    | Mai Shanley                                                                     | Cherise Haugen                                                                  | Illinois                                                                        |
| 1983 | Lorraine Downes        | Nueva Zelanda        | California                                                                      | Julie Hayek                                                                     | Ruth Zakarian                                                                   | Nueva York                                                                      |
| 1982 | Karen Dianne Baldwin   | Canadá               | Arkansas                                                                        | Terri Utley                                                                     |                                                                                 |                                                                                 |
| 1981 | Irene Sáez             | Venezuela            | Ohio                                                                            | Kim Seelbrede                                                                   |                                                                                 |                                                                                 |
| 1980 | Shawn Weatherly        | Estados Unidos       | Arizona                                                                         | Jineane Ford                                                                    |                                                                                 |                                                                                 |
| 1979 | Maritza Sayalero       | Venezuela            | Nueva York                                                                      | Mary Therese Friel                                                              |                                                                                 |                                                                                 |
| 1978 | Margaret Gardiner      | Sudáfrica            | Hawái                                                                           | Judi Anderson                                                                   |                                                                                 |                                                                                 |
| 1977 | Janelle Commissiong    | Trinidad y Tobago    | Texas                                                                           | Kimberly Tomes                                                                  |                                                                                 |                                                                                 |
| 1976 | Rina Messinger         | Israel               | Minnesota                                                                       | Barbara Peterson                                                                |                                                                                 |                                                                                 |
| 1975 | Anne Marie Pohtamo     | Finlandia            | California                                                                      | Summer Bartholomew                                                              |                                                                                 |                                                                                 |
| 1974 | Amparo Muñoz           | España               | Illinois                                                                        | Karen Morrison                                                                  |                                                                                 |                                                                                 |
| 1973 | Margarita Moran        | Filipinas            | Illinois                                                                        | Amanda Jones                                                                    |                                                                                 |                                                                                 |
| 1972 | Kerry Anne Wells       | Australia            | Hawái                                                                           | Tanya Wilson                                                                    |                                                                                 |                                                                                 |
| 1971 | Georgina Rizk          | Líbano               | Pensilvania                                                                     | Michele McDonald                                                                |                                                                                 |                                                                                 |
| 1970 | Marisol Malaret        | Puerto Rico          | Virginia                                                                        | Deborah Shelton                                                                 |                                                                                 |                                                                                 |
| 1969 | Gloria Maria Diaz      | Filipinas            | Virginia                                                                        | Wendy Dascomb                                                                   |                                                                                 |                                                                                 |
| 1968 | Martha Vasconcellos    | Brasil               | Washington                                                                      | Dorothy Anstett                                                                 |                                                                                 |                                                                                 |
| 1967 | Sylvia Hitchcock       | Estados Unidos       | Alabama                                                                         | Sylvia Hitchcock                                                                |                                                                                 |                                                                                 |
| 1966 | Margareta Arvidsson    | Suecia               | California                                                                      | Maria Remenyi                                                                   |                                                                                 |                                                                                 |
| 1965 | Apasra Hongsakula      | Tailandia            | Ohio                                                                            | Sue Ann Downey                                                                  |                                                                                 |                                                                                 |
| 1964 | Corinna Tsopei         | Grecia               | Distrito de Columbia                                                            | Bobbie Johnson                                                                  |                                                                                 |                                                                                 |
| 1963 | Iêda Maria Vargas      | Brasil               | Illinois                                                                        | Marite Ozers                                                                    |                                                                                 |                                                                                 |
| 1962 | Norma Nolan            | Argentina            | Hawái                                                                           | Macel Leilani Wilson                                                            |                                                                                 |                                                                                 |
| 1961 | Marlene Schmidt        | Alemania             | Luisiana                                                                        | Sharon Brown                                                                    |                                                                                 |                                                                                 |
| 1960 | Linda Bement           | Estados Unidos       | Utah                                                                            | Linda Bement                                                                    |                                                                                 |                                                                                 |
| 1959 | Akiko Kojima           | Japón                | California                                                                      | Terry Huntingdon                                                                |                                                                                 |                                                                                 |
| 1958 | Luz Marina Zuluaga     | Colombia             | Luisiana                                                                        | Eurlyne Howell                                                                  |                                                                                 |                                                                                 |
| 1957 | Gladys Zender          | Perú                 | Utah                                                                            | Charlotte Sheffield                                                             |                                                                                 |                                                                                 |
| 1957 | Gladys Zender          | Perú                 | Maryland                                                                        | Mary Leona Gage                                                                 |                                                                                 |                                                                                 |
| 1956 | Carol Morris           | Estados Unidos       | Iowa                                                                            | Carol Morris                                                                    |                                                                                 |                                                                                 |
| 1955 | Hillevi Rombin         | Suecia               | Vermont                                                                         | Carlene Johnson                                                                 |                                                                                 |                                                                                 |
| 1954 | Miriam Stevenson       | Estados Unidos       | Carolina del Sur                                                                | Miriam Stevenson                                                                |                                                                                 |                                                                                 |
| 1953 | Christiane Martel      | Francia              | Illinois                                                                        | Myrna Hansen                                                                    |                                                                                 |                                                                                 |
| 1952 | Armi Kuusela           | Finlandia            | Nueva York                                                                      | Jackie Loughery                                                                 |                                                                                 |                                                                                 |

- En 1957 Gage fue destronada de su título como Miss USA cuando se reveló que estaba casada y era madre de dos niños. Fue reemplazada por Sheffield, la primera finalista.